# Lepidothrix coeruleocapilla
El saltarín coroniceleste (Lepidothrix coeruleocapilla), también denominado saltarín de gorro cerúleo (en Perú) o saltarín de capa carunculada, es una especie de ave paseriforme de la familia Pipridae, perteneciente al género Lepidothrix. Es endémico del Perú.

## Distribución y hábitat
Se distribuye por la alta zona tropical en la pendiente oriental de los Andes del centro y sureste del Perú (del sur de Huánuco al sur hasta Puno).
Esta especie es considerada poco común y local en su hábitat natural: el sotobosque de selvas húmedas de piedemonte y montanas bajas entre los 700 y 1600 m s. n. m. de altitud.

## Sistemática

### Descripción original
La especie L. coerulocapilla fue descrita por primera vez por el ornitólogo suizo Johann Jakob von Tschudi en 1844 bajo el nombre científico Pipra coeruleo-capilla; la localidad tipo es «Montañas de Vitoc, Junín, Perú.».

### Etimología
El nombre genérico femenino «Lepidothrix» se compone de las palabras del griego «λεπις lepis, λεπιδος lepidos» que significa ‘escama’, ‘floco’, y ««θριξ thrix, τριχος trikhos» que significa ‘cabello’; y el nombre de la especie «coerulocapilla», se compone de las palabras del latín «caeruleus» que significa ‘azul cerúleo’, y «capillus» que significa ‘cabello’..

### Taxonomía
Los datos genéticos revelan que es hermana de Lepidothrix isidorei, con quien se reemplaza geográficamente. Es monotípica.